# Henry Parayre
Pour l’article homonyme, voir Parayre.
 (septembre 2021).
Si vous disposez d'ouvrages ou d'articles de référence ou si vous connaissez des sites web de qualité traitant du thème abordé ici, merci de compléter l'article en donnant les références utiles à sa vérifiabilité et en les liant à la section « Notes et références ».
Henry Ernest Anaclet Parayre né le 9 juillet 1879 à Toulouse (Haute-Garonne) et mort le 3 décembre 1970 à Conques (Aveyron) est un sculpteur français.

## Biographie
Le père d'Henry Parayre est inconnu. Sa mère, femme de chambre dans un château de la région toulousaine, meurt alors qu’Henry Parayre n’a pas encore trois ans. Il est élevé par ses grands-parents maternels. Hugues Parayre est menuisier et fabrique des sièges. Henry passe la majeure partie de son enfance à sculpter les chutes de bois. Bénéficiant des lois sur l’instruction publique de Jules Ferry, il obtient son certificat d’études en 1892. Il devient apprenti dans l’entreprise de son grand-père et, devant ses aptitudes évidentes, on l’inscrit en 1892 aux cours du soir de l’École des beaux-arts de Toulouse où il est élève de Jean Rivière (1853-1924).
En 1900, il termine ses études à l’École des beaux-arts. Son grand-père vient de mourir. Il se rend alors à Paris pour suivre les cours de Paul Dubois à l’École des beaux-arts de Paris. Pour vivre, il travaille pour des fabricants de meubles. Il obtient de participer à la décoration du Grand Palais à Paris.
En 1905, il va s’installer à Béziers, où il vient d’épouser Jeanne Duprat. Son beau-père est entrepreneur en monuments funéraires et il travaille pour lui, réalisant bustes et bas-reliefs destinés à orner les tombeaux. Il est aussi professeur de dessin et de modelage à l’école de commerce de Béziers. Il se découvre une passion pour l’enseignement qui va l’inciter, en 1907, à revenir à Toulouse pour devenir contremaître à l’atelier des arts du bois à l’École des beaux-arts. Il s’implique fortement, aidé par son expérience, dans la promotion de l’apprentissage dans les arts décoratifs en liaison avec des projets industriels. Il publie une plaquette intitulée La crise de l’apprentissage. Ses publications et ses conférences le font désigner en 1917 comme rapporteur général du comité des arts appliqués de la région de Toulouse : il s’agit de définir les moyens de concurrencer les productions artistiques des pays ennemis, Allemagne et Autriche.
Paradoxalement, Parayre, qui n’a pas été mobilisé à cause de sa faible constitution, réalise un seul monument aux morts (celui de Gignac , dans le Lot). Ses contributions à des projets industriels, comme la création de nouveaux modèles pour les faïenceries de Martres-Tolosane, ou une fabrique de meubles, n’ont pas rencontré un grand succès.
En 1922, il est nommé professeur de dessin à l'école primaire supérieure Berthelot, puis en 1923 professeur de sculpture dans la classe d’art industriel de l’École des beaux-arts. Puis en 1931, il est professeur de dessin à l’École normale d’instituteurs.
Sa rencontre et l’amitié qu’il noue avec le peintre Marcel-Lenoir vont donner un nouveau départ à sa carrière. En 1922, ils exposent ensemble à la tour de Tournoër. Parayre montre pour la première fois une de ses œuvres les plus connues, Offrande. Il expose aussi à Paris, à la galerie Billet. Il est aussi ami avec le compositeur Marc Lafargue, qui lui permet d’entrer en contact avec Aristide Maillol.
À partir de 1922, il déploie une grande activité, entre l’enseignement et la sculpture : nus féminins, portraits. Il expose au Salon des indépendants, puis au Salon d’Automne. Il va rapidement s’imposer comme le chef de file d’une école de sculpture toulousaine où figurent entre autres ses amis André Arbus, ses élèves Joseph Monin et Eugène-Henri Duler. Les commandes publiques s’intensifient : en 1926 le "Monument aux Morts"  de Gignac Lot, en 1929 le Monument au compositeur Paul Lacombe à Carcassonne, deux fontaines pour la nouvelle bibliothèque municipale de Toulouse, rue de Périgord ou le Monument à Jean Jaurès, square du Capitole.
En 1933, il est nommé chevalier de la Légion d’honneur, puis sous-directeur de l’École des beaux-arts de Toulouse.
En 1937, dans le cadre de l’Exposition universelle, il est sélectionné pour l’exposition « Les Maîtres de l’art indépendant, 1895-1937 », au Petit Palais à Paris.
En 1942, il prend sa retraite et s’installe à Conques. Il en est le maire après la Seconde Guerre mondiale, jusqu’en 1953. Il continue à produire, notamment le Monument à la Résistance aveyronnaise à Sainte-Radegonde, près de Rodez en 1946, et en 1951, avec Joseph Monin, le bas-relief de la chambre de commerce de Toulouse.
Henry Parayre meurt le 3 décembre 1970 à Conques.

## Œuvres
- La Pensée, 1908, localisation inconnue[réf. nécessaire].
- La Vierge rouge, 1924, Toulouse, musée du Stade toulousain, mur du palmarès.
- Monument aux Morts, 1926, Gignac.
- Monument à Jean Jaurès, 1929, Toulouse, square du Capitole. La statue a été détruite pendant la Seconde Guerre mondiale, seule subsiste la tête.
- La Jeune Littérature et La Littérature classique, 1933, Toulouse, bibliothèque municipale.
- La Femme et l’Enfant, 1934, Toulouse, piscine municipale.
- Monument à Marc Lafargue, Toulouse.
- Les Loisirs et le Travail, bas relief, Toulouse, immeuble entre le Grand Rond et le Canal du Midi.